# Столицы Беларуси
Здесь под столицами Белоруссии имеются в виду главные города различных форм белорусской государственности, политических и административных центров Белоруссии и этнических белорусских земель. На протяжении всей истории страны, эту роль играли несколько городов.

## Столицы государств в истории Белоруссии

### Центры древнерусских княжеств на территории Белоруссии

#### Полоцк
Полоцк впервые упоминается летописью под 862 годом. С X века известно существование Полоцкого княжества, которое является первым известным государственным образованием на территории Белоруссии. В 980 году Полоцк был захвачен Владимиром Святославичем и вошел в состав Киевской Руси, но уже в 988 году Полоцкое княжество было восстановлено, князем стал сын Владимира Изяслав.
В XI—XII веках Полоцкое княжество пыталась повысить свою роль и расширить территории, что встречало сопротивление киевских князей. В 1128 году киевский князь Мстислав Владимирович организовал поход на Полоцкую землю, пленил и выслал в Византию местных князей. Полоцк был присоединен к Киеву, князем стал сын Мстислава Изяслав. Однако после смерти Мстислава в 1132 году полочане восстали против власти Киева и прогнали его сына из города. Таким образом, Полоцкое княжество окончательно обрела независимость от Киева.
На протяжении XII века Полоцкая земля была разделена на уделы, в которых закрепились определённые ветви династии Рогволодовичей.

#### Туров
Туров впервые упоминается в летописи под 980 годом. Легендарным основателем Турова считается князь Тур, от которого город и получил свое название. С 988 года достоверно известно существование Туровского княжества в составе Киевской Руси, первым князем стал Святополк Владимирович. Долгое время Туровское княжество находилось в зависимости от Киева, окончательную независимость получило при князе Юрии Ярославиче в 1157 году. Однако вскоре княжество было разделено на уделы между сыновьями Юрия Ярославича, и Туров потерял ведущую роль, которая постепенно стала переходить к Минску.

### Столица Великого княжества Литовского
В XIII—XIV веках большая часть территории Белоруссии стала частью нового государства образованного на территориях современной Белоруссии — Великого княжества Литовского. В 1253 году князь Миндовг был коронован в Новогрудке, который стал столицей нового государства.
В первой половине XIV века князь Гедимин перенес столицу Великого княжества Литовского в Вильню. Впервые этот город упоминается в грамоте 1323 года, в которой называется «стольным городом». До Вильно резиденцией великого князя некоторое время были Новогрудок, Кернов и Троки.
Вильна оставалось столицей Великого княжества Литовского до 1795 года, когда после третьего раздела Речи Посполитой территория Белоруссии оказалась в составе Российской империи.

## Столицы белорусских государств (с 1918 года)

### Белорусская Народная Республика
9 марта 1918 года была создана Белорусская Народная Республика, столицей был объявлен Минск.

### ССРБ(январь—февраль 1919)
1 января 1919 года в Смоленске была провозглашена Советская Социалистическая Республика Белоруссия. Правительством нового государства стало Временное рабоче-крестьянское советское правительство Белоруссии. 5 января 1919 года Временное правительство переехало из Смоленска в Минск, который таким образом фактически стал столицей республики. В Минске происходили все заседания Временного правительства (7, 11, 16, 17, 21 и 27 января).
2-3 февраля прошел I Всебелорусский съезд Советов, который принял первую Конституцию БССР, в которой, однако, не фиксировалась столичная роль Минска или какого другого города.

### Литовско-Белорусская ССР(февраль—июль 1919)
В январе 1919 года было решено объединить БССР и Литовскую ССР в одну республику. Первый Всебелорусский съезд Советов 3 февраля 1919 года одобрил объединение с Литвой. 27 января 1919 года на совместном заседании ЦИК ССРБ и ССРЛ создан правительство Литовско-Белорусской ССР — Совет Народных Комиссаров. Столицей нового государства стал Вильно, где размещались органы власти республики.
Однако, в скором времени после провозглашения Литовско-Белорусской ССР, началось наступление на её территорию войск Польской Республики. 22 апреля 1919 года польские войска заняли Вильно. В связи с военной угрозой, органы власти Литовско-Белорусской ССР 21 апреля вынуждены были покинуть Вильно. Местами пребывания правительства Литовско-Белорусской ССР и, фактически, временными столицами Литовско-Белорусской ССР были следующие города:
- Двинск (21 апреля — 28 апреля 1919)
- Минск (28 апреля — 19 мая 1919)
- Бобруйск (19 мая — июль 1919)

В июле 1919 года правительство Литовско-Белорусской ССР передал полномочия Минскому губернскому ВРК и прекратил существование. 8 августа 1919 года поляки заняли Минск, и вскоре Минский губернский ВРК переехал в Смоленск, откуда руководил партизанским движением на территории Белоруссии.

### БССРи Республика Беларусь (с 1920)
После освобождения большинства территории Белоруссии от польских войск 31 июля 1920 года была принята Декларация о провозглашении независимости Советской Социалистической Республики Белоруссия, которая фактически восстанавливала белорусскую государственность. Согласно с Декларацией, Минский губернский ВРК был преобразован в Военно-революционный комитет БССР, который стал единственным чрезвычайным органом власти республики. Местом нахождения ВРК БССР стал Минск.
В декабре 1920 года состоялся Второй Всебелорусский съезд Советов, который вместо ВРК создал новые высшие органы государственной власти — Центральный исполнительный комитет и Совет Народных Комиссаров — с дислокацией в Минске. Также съезд принял дополнения к Конституции БССР 1919 года, но в дополнениях, как и в оригинальной Конституции 1919, не было ничего сказано про столицу страны.
С 1927 года, во всех Конституциях БССР и Республики Беларусь зафиксировано, что столицей является город Минск:
- Конституция 1927 года (статья 76)
- Конституция 1937 года (статья 121)
- Конституция 1978 года (статья 170)
- Конституция 1994 года (статья 20).

В 1937-39 годах разрабатывался и начал реализовываться проект переноса столицы в Могилёв, так как Минск находился в 30 км от границы.